# 팔로 알토 (2013년 영화)
《팔로 알토》(영어: Palo Alto)는 2013년 제작된 미국의 드라마 영화이다. 지아 코폴라가 감독과 각본을 맡았으며, 배우 제임스 프랭코의 동명 단편집 영화의 원작이다.

## 출연

### 주연
- 잭 킬머
- 냇 울프
- 엠마 로버츠
- 제임스 프랭코

### 조연
- 올리비아 크로시치아
- 발 킬머
- 보 밋첼
- 조이 레빈
- 브레넌 타일러
- 콜린 캠프
- 돈 노벨로
- 나탈리 러브
- 샌드라 시캣
- 크리스 메시나
- 키건 앨런
- 자넷 존스
- 크리스티안 매드슨
- 마가렛 퀄리

## 기타
- 원작자: 제임스 프랭코
- 배역: 러레이 메이필드